# 신지아 (음악인)
신지아(본명: 신현수, 申鉉洙, Zia Hyunsu Shin, 1987년 7월 16일 ~ )는 대한민국의 바이올리니스트다. 순수 국내파로 2008년 프랑스 파리 롱티보 콩쿠르에서 1위를 차지함과 동시에 오케스트라상, 리사이틀상, 그리고 파리음악원 학생들이 주는 최고상까지 수상하여 4관왕에 오르며 이름을 알리기 시작하였다. 일본에서 특히 인기가 많으며 일 년에 20회 정도의 공연을 하고있다. 신지아라는 이름으로 개명하였다.

## 생애

### 삶
전라북도 전주에서 태어났다. 언니 신아라를 따라 네 살 때부터 바이올린을 배우기 시작하였다. 처음 갖고 놀았던 바이올린은 종이로 만들어진‘과자 상자’였다. 엄마와 네 살 위의 언니 신아라가 방문을 닫아놓고 바이올린을 연습할때, 그 문 앞에서 잠들곤 했다. 넉넉하지 않은 형편이었지만, 유치원에서 바이올린을 배우다 재능을 발견하고, 동네학원을 거쳐 초등학교 4학년때는 한국예술종합학교 예비학교에 합격하였다. 그리고 김남윤 교수에게 바이올린을 사사하기 시작했다. 2002년도에 전주예술중학교를 졸업하였고, 2003~2004년도에 전주예술고등학교에 재학하였다. 다양한 국내외 콩쿨에 입상하였으며, 현재에도 활발한 연주활동을 펼치고 있다.

### 연주
어렸을적 악기를 대여하거나 김남윤 교수가 빌려준 악기로 콩쿠르에 참가하였던 그녀가 현재는 두대의 바이올린으로 연주활동중이다. 한 대는 닛폰 뮤직 파운데이션(Nippon Music Foundation)이 대여해준 1710년 산 스트라디바리우스이고, 다른 한 대는 금호문화재단에서 내어준 과다니니이다. 스트라디바리우스는 맑고 높은 음색을 가진반면, 과다니니는 깊고 굵직한 소리를 낸다. 그녀의 연주 스타일은 "날카로움이 살아있는 화려함" 이라 평론가들은 말한다.

### 평가
신지아에게 빠지지 않고 붙는 수식어가 있다면 '국내파'이다. 롱티보 콩쿠르에서 1위를 차지했을때도 순수 '국내파'라는 사실에 언론은 깊은 관심을 보였다. 보통의 음악 전공자들이 유학을 거쳐 세계적인 콩쿠르에서 입상하는 것과는 다르게 해외 유학 없이 국내에서만 교육받아 이뤄낸 성적이다. 그녀의 뛰어난 능력과 다양한 콩쿠르에서의 수상은 유학 제의를 불러일으켰지만, 필요성을 느끼지 못했다고 한다. 언니 신아라와 자매 바이올리니스트로서 서로 힘이 되었고, 김남윤 교수의 헌신적인 가르침 때문이라고 말한다.

## 학력
- 전주예술중학교
- 전주예술고등학교 기악과
- 한국예술종합학교 음악원 기악과 예술사
- 한국예술종합학교 음악원 기악과 예술전문사

## 진행

### 텔레비전
- 2015년 : KBS1 《문화빅뱅 더 콘서트》

## 앨범
- <<Toi>> - 신현수(바이올린), 니시모토 리카(피아노) 2005.12.20
- PASSION - 신현수(바이올린), 에구치 아키라(피아노) 2010. 2. 3.~5. (Universal)

## 수상
- 2001년 대한민국 청소년 콩쿠르 1위, 대상
- 2001년 예후디 메뉴인 국제 바이올린 콩쿠르 주니어부문 2위
- 2002년 제3회 요한슨 국제 청소년 현악 콩쿠르 1위
- 2004년 프레미오 파가니니 국제 바이올린 콩쿠르 3위
- 2005년 티보바가 국제 콩쿠르 3위
- 2005년 제9회 시벨리우스 국제 바이올린 콩쿠르 3위
- 2006년 하노버 국제 바이올린 콩쿠르 2위
- 2007년 차이코프스키 국제 콩쿠르 5위
- 2008년 롱 티보 콩쿠르 1위
- 2009년 제1회 신한음악상 대상
- 2010년 대한민국 인재상
- 2012년 퀸 엘리자베스 국제바이올린 콩쿠르 3위